# Milkshake Man
«Milkshake Man» (укр. Людина-мілкшейк) — пісня австралійського співака Go-Jo, з якою він представляв Австралію на Пісенному конкурсі Євробачення 2025 в Базелі, Швейцарія.

## Пісенний конкурс Євробачення 2025

### На Євробаченні
28 січня 2025 року відбулося жеребкування, яке визначило, у якому з півфіналів Євробачення змагатиметься кожна країна. За результатами жеребкування Австралія потрапила до першої половини другого півфіналу, який відбувся 15 травня 2025 року на арені Санкт-Якобсгалле в Базелі, Швейцарія.